# 13792 Kuščynskyj
13792 Kuščynskyj eller 1998 VG är en asteroid i huvudbältet som upptäcktes den 7 november 1998 av de båda tjeckiska astronomerna Miloš Tichý och Jana Tichá vid Kleť-observatoriet. Den är uppkallad efter den tjeckiske fotografen Taras Kuščynskyj.
Asteroiden har en diameter på ungefär 11 kilometer.